# Дєрдь Шарлош
Дєрдь Шарлош (угор. György Sarlós, 29 липня 1940) — угорський академічний веслувальник.
Срібний призер Олімпійських Ігор 1968 року в складі розпашної четвірки без стернового, учасник 1960, 1972 років.
Срібний призер Чемпіонату Європи 1967, 1969 років у складі розпашної четвірки без стернового.